# Kettle's Yard
Kettle's Yard es una galería de arte y casa en Cambridge, Inglaterra. El director de la galería es Andrew Nairne. Tanto la casa como la galería reabrieron en febrero de 2018 tras una ampliación.
Las galerías, tienda y cafetería de Kettle's Yard abren de martes a domingo de 11 a 17 horas. La casa abre de martes a domingo de 12 a 17 horas. La entrada es gratuita pero con reserva previa.

## Historia y vista general

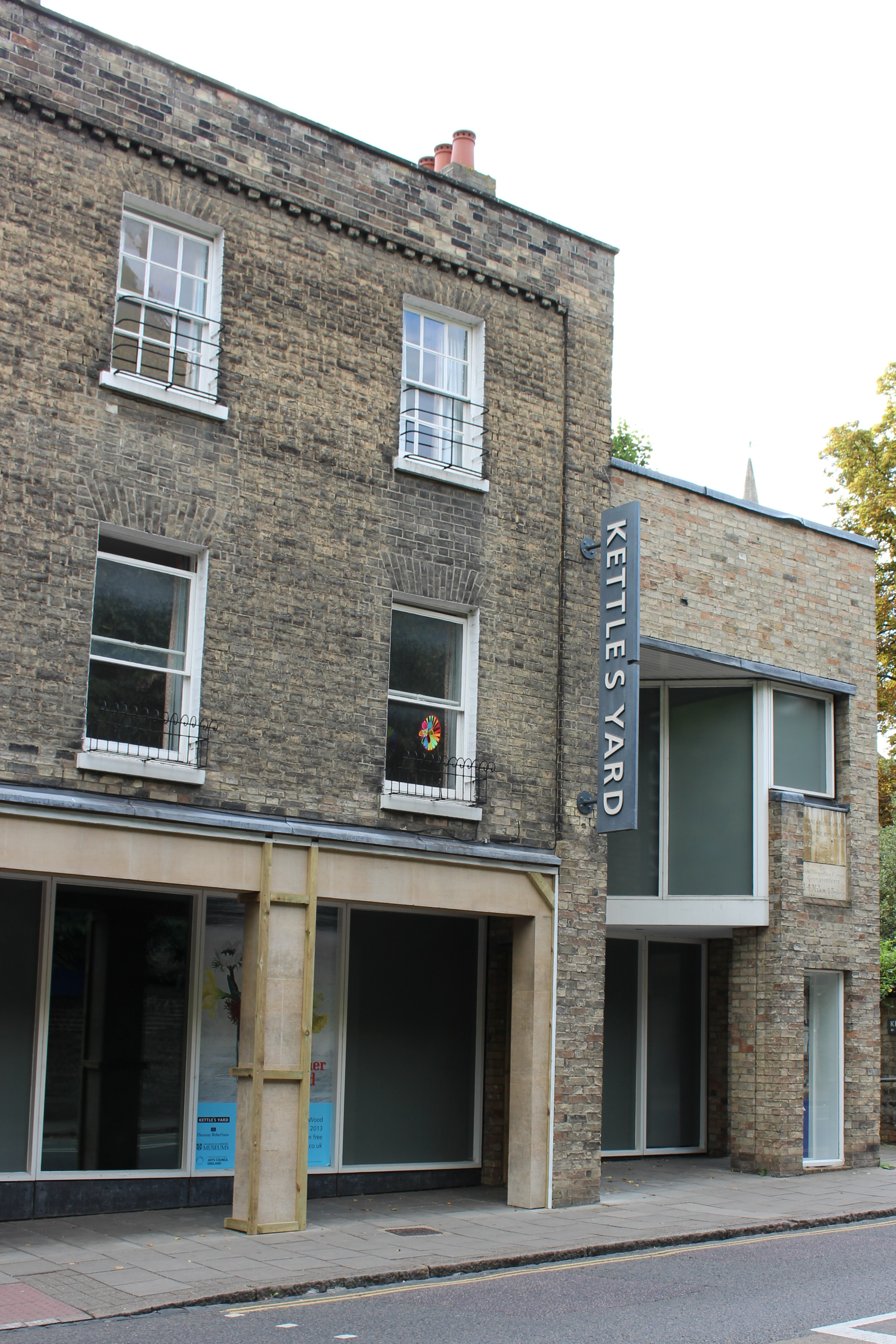
La galería vista desde Castle Street.

La galería y la casa de Kettle's Yard se encuentran en la parte oeste de Castle Street, entre Northampton Street y la Iglesia de San Pedro.
Fue originalmente la casa de Jim Ede y su esposa Helen. Tras mudarse a Cambridge en 1956, convirtieron cuatro casas pequeñas en una única y extravagante casa para mostrar la colección de arte de principios del siglo XX de Ede. Este abría su casa al público cada tarde, dando a los visitantes, en particular a estudiantes, una visita guiada personal de su colección. 
En 1966, Ede donó la casa y la colección a la Universidad de Cambridge, pero siguió viviendo allí hasta que se mudó con su espoa a Edimburgo en 1973. La casa está conservada tal como la dejaron, ejerciendo así de espacio informal para la colección permanente y la interpretación de música en directo. En 1970, la casa se amplió, añadiendo una exposición de estilo modernista de Leslie Martin.
La casa y la galería cerraron temporalmente en junio de 2015 durante un proyecto para construir un ala educativa de cuatro pisos, mejoras en las galerías, una nueva entrada y una cafetería. Una serie de añadidos diseñados por Jamie Fobert aportaron servicios adicionales como un nuevo atrio en la entrada y una nueva tienda. El proyecto costó 11 000 000 libras, incluyendo 2 320 000 libras del National Lottery Heritage Fund, y 3 700 000 libras del Consejo de Artes de Inglaterra. El interior de la casa permaneció intacto.
Durante el cierre, parte de la colección permaneció disponible al público en el Museo Fitzwilliam en Cambridge y en la Galería de Arte Jerwood en Hastings.
Kettle's Yard es parte del consorcio University of Cambridge Museums.

## Colección permanente

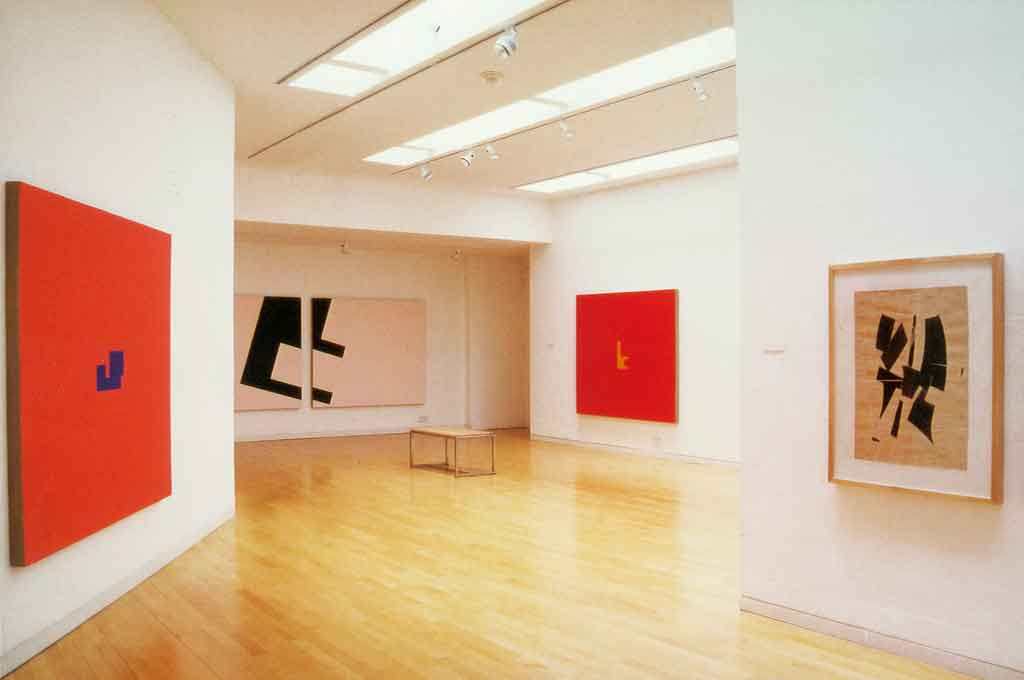
Una exposición de Diet Sayler en la galería en 2000.

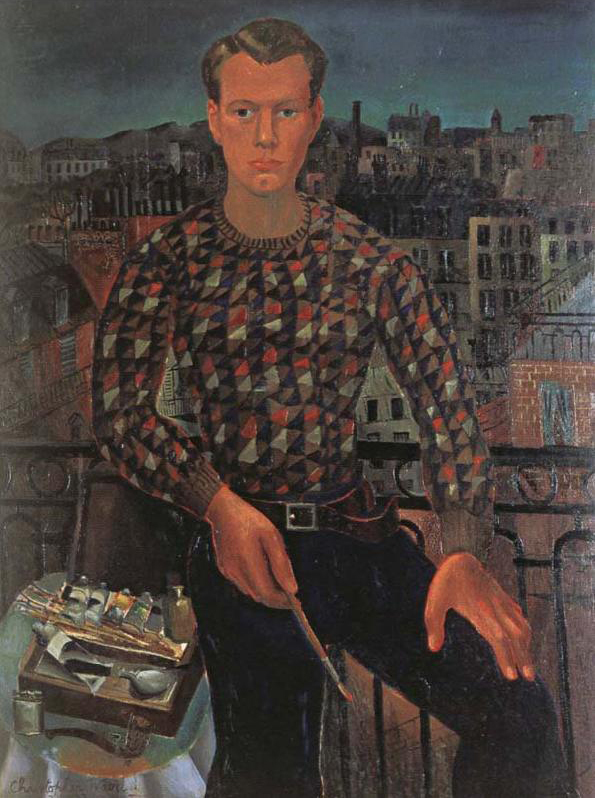
Autorretrato de Christopher Wood (1927).

La colección permanente está compuesta de pinturas, esculturas y objetos de la colección de Ede. Se nutrió principalmente de asociaciones y amistades de Ede en su etapa como conservador de la Galería Tate, y en consecuencia está más inclinada hacia obras de la vanguardia británica de la primera mitad del siglo XX.
Ian Hamilton Finlay describió la «fusión de arte y objetos encontrados» en un guijarro grabado como «el Louvre del guijarro».
Entre los principales artistas representados en la colección se encuentran:
- Constantin Brâncuși
- William Congdon
- Helen Frankenthaler
- Henri Gaudier-Brzeska
- Ian Hamilton Finlay
- Barbara Hepworth
- David Jones
- Joan Miró
- Henry Moore
- Ben Nicholson
- Winifred Nicholson
- Alfred Wallis
- Christopher Wood